# Locomóvil

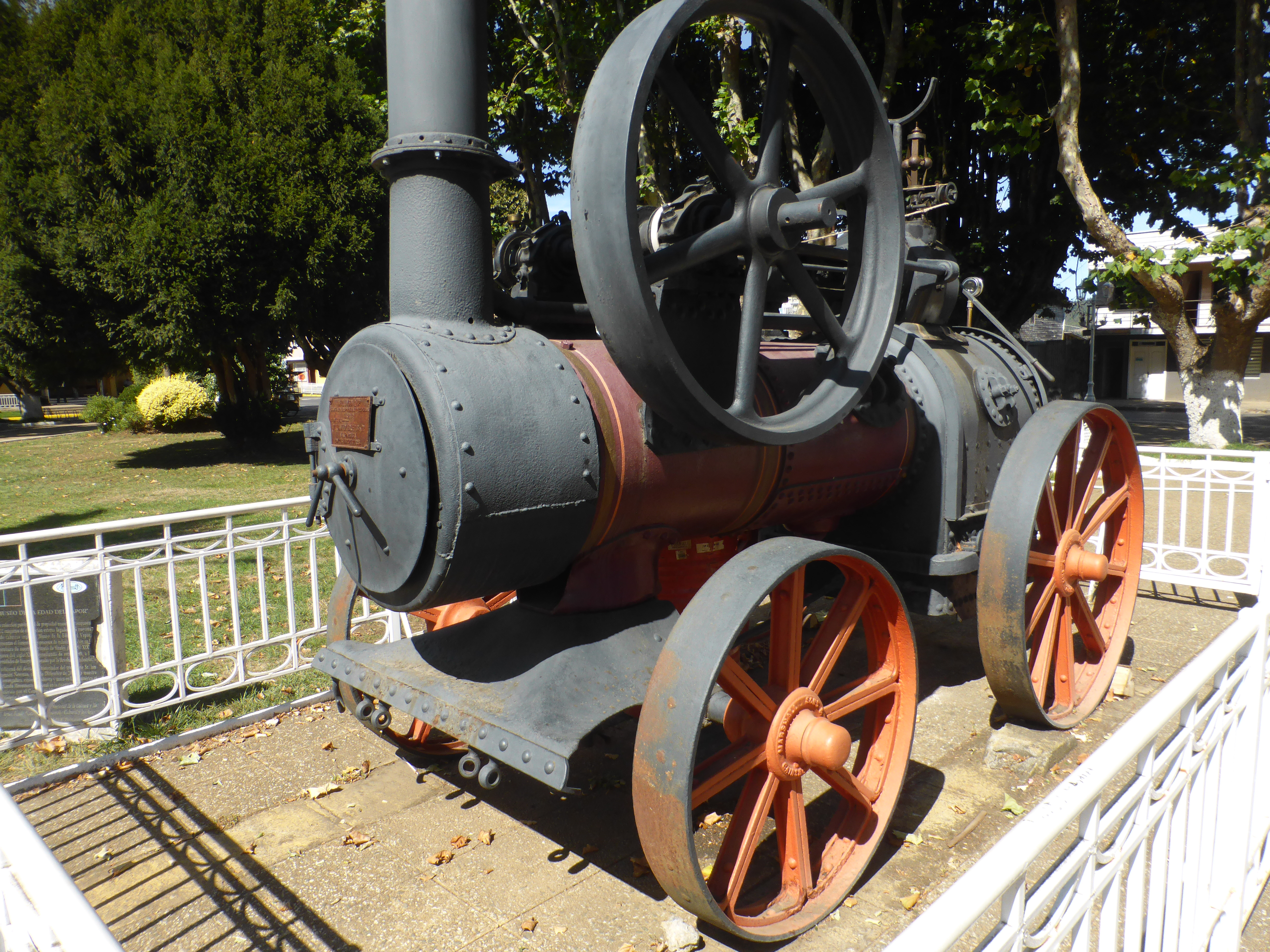
Antiguo locomóvil agrícola o industrial en Carahue, Chile.
Fabricado por Marshall, en Inglaterra.

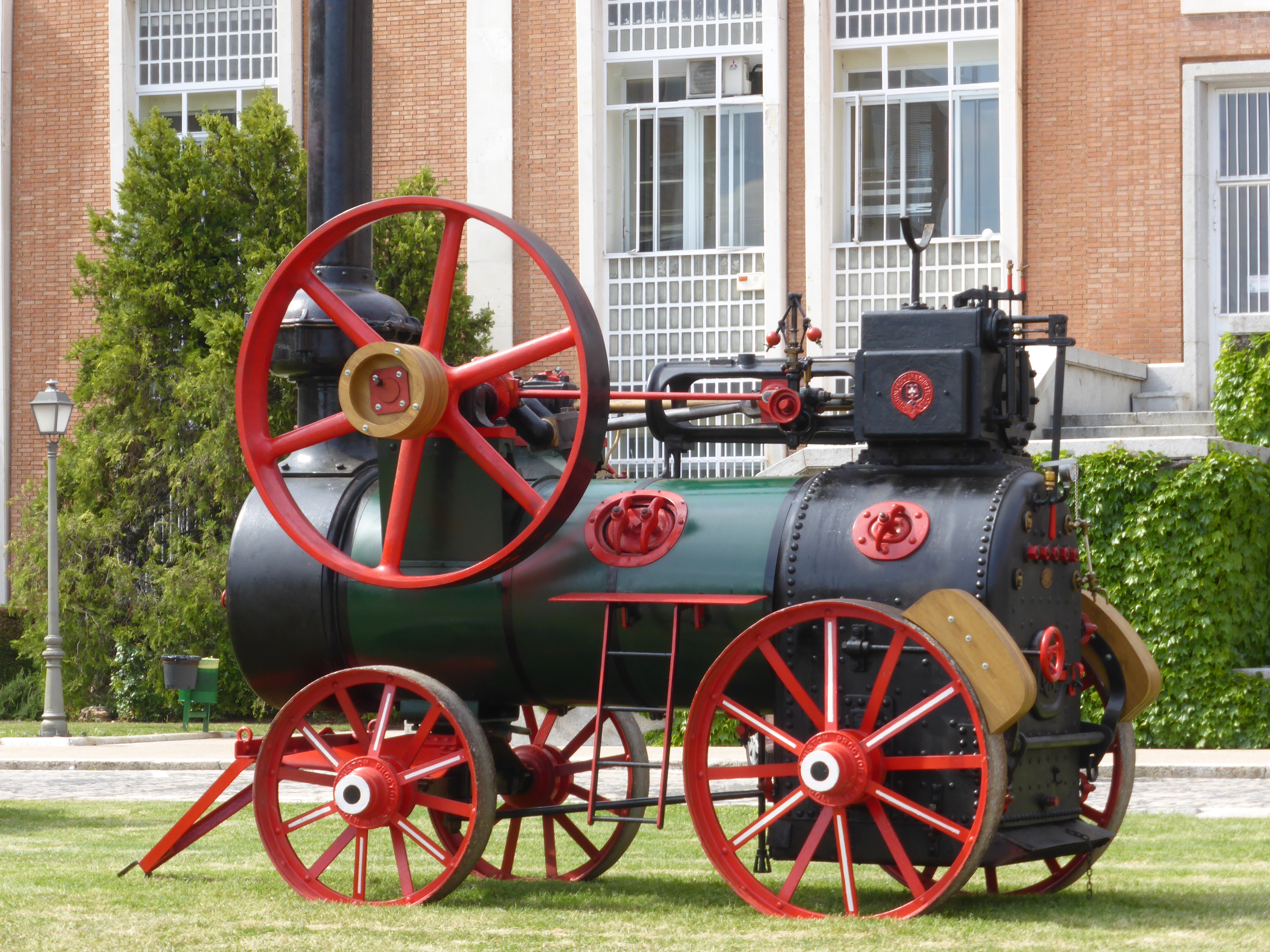
Locomóvil agrícola construido por Ruston, Proctor & Cº Ltd, en Inglaterra, conservado en Madrid.

Se llamaban locomóviles o motores portátiles a diversas máquinas de vapor sobre ruedas. Para uso industrial y agrícola, se generalizaron los locomóviles no autopropulsados, que accionaban otras máquinas mediante correas de transmisión. 
A finales del siglo XIX y principios del siglo XX se podían emplear para el movimiento de bombas de achique; en maquinaria industrial (como sierras mecánicas en explotaciones forestales), y especialmente como fuerza motriz para máquinas agrícolas como trilladoras.
Los principales fabricantes de locomóviles se encontraban en Inglaterra. Entre ellos, Ransomes, Sims & Jefferies Limited; Marshall, Sons & C°. Limited Engineers ("Britannia Iron Works"); Ruston, Proctor & C°. Limited; Davey, Paxman & C° Ltd. Engineers; Robey & C° Ltd.; R. Garrett & Sons, y Clayton & Shuttleworth Limited.

## Locotractores
Si disponían de ruedas de tractor, y eran autopropulsados, se conocían como locotractores o locomotoras de carretera.

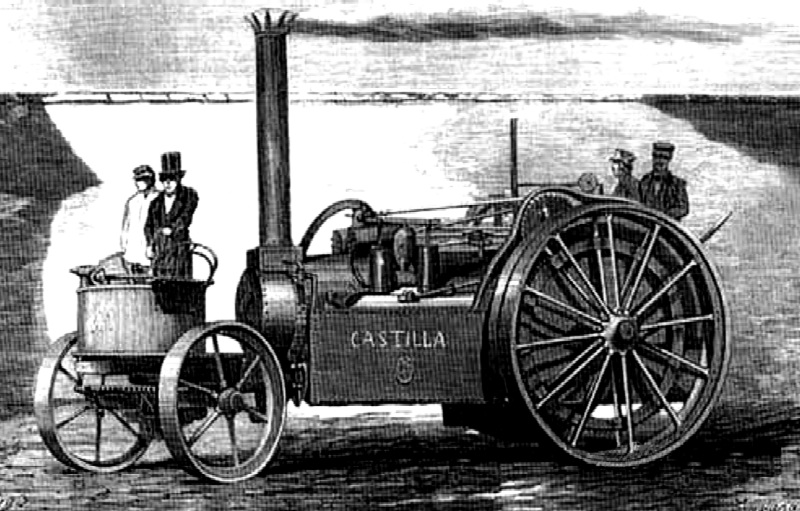
Grabado del locotractor español "Castilla" que trasportó a 4 personas desde Valladolid a Madrid, cubriendo más de 200 kilómetros en 1860.

Ya en 1855, el prolífico inventor valenciano Valentín Silvestre había probado su locomóvil en Madrid. En muchas de sus patentes se ofrecen detalles sobre cómo construir “locomotoras para caminos”, tal y como se las conocía, con sus cuatro ruedas, su caldera, y los sistemas de transmisión.
A partir de ese exitoso desarrollo, otros ingenieros españoles intentaron llevar a la realidad sus propias ideas. 
De entre todos ellos, cabe destacar al ingeniero de Valladolid, Pedro Ribera, quien en el año 1860 modificó un locomóvil, importado de Inglaterra, al que llamó Castilla, destinado a servir de vehículo de pruebas para comprobar si ese tipo de máquinas podrían llegar a servir para el transporte de carga y de viajeros.
Su máquina era de pesado metal, con cuatro ruedas macizas, una caldera corriente y la escasa potencia de diez caballos de vapor, alimentado por unos cincuenta kilos de carbón a la hora y con velocidad máxima cercana a los quince kilómetros por hora.
Pedro Ribera, con su máquina adaptada realizó un viaje épico, junto con otras tres personas, el 30 de octubre de 1860, un recorrido de más de doscientos cincuenta kilómetros, saliendo de Valladolid, hasta Madrid. Tardaron en llegar a su destino veinte días, siendo uno de los primeros aparatos de este tipo usado para transporte de personas.